# Гун Карліс Фрідріхович
Гун Карліс Фрідріхович (нім. Karl Jacob Wilhelm Huhn, латис. Kārlis Hūns, рос. Гун Карл Фёдорович (також по батькові — Фридрихович), 1 (13) грудня 1830, Мадлієна, тепер Огрський край, Латвія — 16 (28) січня 1877, Давос, Швейцарія) — латиський живописець. За походженням — балтійський німець.

## Біографія
В 1854—1861 роках навчався у П. Басіна в Петербурзькій академії мистецтв, з 1868 — її академік. Член Товариства передвижників (з 1873).

## Творчість
Малював жанрові («Хвора дитина», 1869; «Жінка біля вікна», 1872) й історичні («Епізод Варфоломіївської ночі», 1870) картини, пейзажі та портрети (портрет Марка Вовчка, 1864; Молода циганка, 1870).

## Виноски
1. ↑  http://www.studija.lv/?parent=1248
2. ↑  https://www.degruyter.com/database/AKL/entry/_00086599/html
3. ↑  Deutsche Nationalbibliothek Record #103615856X // Gemeinsame Normdatei — 2012—2016.
4. ↑  Гунъ, Карлъ Федоровичъ [Архівовано 5 вересня 2017 у Wayback Machine.]. // Списокъ русскихъ художниковъ къ юбилейному справочнику Императорской Академіи Художествъ. — СПб.: Товарищество Р. Голике и А. Вильборг., 1914. — Т. II. — С. 56. — 454 с.
5. ↑   Гун Карлис Фридрихович // Большая советская энциклопедия: [в 30 т.] / гл. ред. А. М. Прохоров ; 1969—1978, т. 7, Гоголь — Дебит. — М. : Советская энциклопедия, 1972. — С. 449. (рос.)